# ルボミール・ルホビー
リュボミール・ルホヴィー（Ľubomír Luhový、1967年3月31日 - ）は、スロバキア出身の元サッカー選手（フォワード）。

## 来歴
日本での登録名はルル (Lulu) であったが、これは当時チェコスロバキアにミラン・ルホビーという選手がおり、区別するためにルルと言う愛称がつけられたと言う。チェコスロヴァキア代表としては2試合、スロバキア代表としては9試合でプレーした。
1994年に浦和レッズに入団。シーズン前に骨折し、開幕に間に合わなかったものの、デビュー戦となった6月4日、ベルマーレ平塚戦でファーストタッチでゴールを決めた。9月21日の清水エスパルス戦ではハットトリックも決めている（試合は延長戦の末5-4でVゴール負けした）。

## 所属クラブ
- 1985年  FKプーホフ
- 1986年  インテル・ブラチスラヴァ
- 1986年 - 1988年  FKデュクラ・バンスカー・ビストリツァ
- 1988年 - 1990年  インテル・ブラチスラヴァ
- 1990年 - 1992年  FCマルティーグ
- 1992年 - 1994年  インテル・ブラチスラヴァ
- 1994年  浦和レッドダイヤモンズ
- 1995年 - 1997年  インテル・ブラチスラヴァ
- 1997年 - 1998年  FCスパルタク・トルナヴァ
- 1998年 - 2000年  グラーツァーAK
- 2000年  FCケールンテン
- 2001年  FKアルトメディア・ペトルジャルカ
- 2003年 - 2004年  SVヴィーナーフェルト
- 2004年 - 2005年  SCアペトロン
- 2005年 - 2006年  SVヴィーナーフェルト

## 個人成績
| 国内大会個人成績 | 国内大会個人成績 | 国内大会個人成績 | 国内大会個人成績 | 国内大会個人成績 | 国内大会個人成績 | 国内大会個人成績 | 国内大会個人成績 | 国内大会個人成績 | 国内大会個人成績 | 国内大会個人成績 | 国内大会個人成績 |
| 年度             | クラブ           | 背番号           | リーグ           | リーグ戦         | リーグ戦         | リーグ杯         | リーグ杯         | オープン杯       | オープン杯       | 期間通算         | 期間通算         |
| 年度             | クラブ           | 背番号           | リーグ           | 出場             | 得点             | 出場             | 得点             | 出場             | 得点             | 出場             | 得点             |
| 日本             | 日本             | 日本             | 日本             | リーグ戦         | リーグ戦         | リーグ杯         | リーグ杯         | 天皇杯           | 天皇杯           | 期間通算         | 期間通算         |
| ---------------- | ---------------- | ---------------- | ---------------- | ---------------- | ---------------- | ---------------- | ---------------- | ---------------- | ---------------- | ---------------- | ---------------- |
| 1994             | 浦和             | -                | J                | 16               | 8                | 0                | 0                | 0                | 0                | 16               | 8                |
| 通算             | 日本             | 日本             | J                | 16               | 8                | 0                | 0                | 0                | 0                | 16               | 8                |
| 総通算           | 総通算           | 総通算           | 総通算           | 16               | 8                | 0                | 0                | 0                | 0                | 16               | 8                |

## 代表歴

### 試合数
- 国際Aマッチ 13試合 2得点（1990年-1998年）[5]

| チェコスロバキア代表 | 国際Aマッチ | 国際Aマッチ |
| 年                   | 出場        | 得点        |
| -------------------- | ----------- | ----------- |
| 1990                 | 1           | 0           |
| 1991                 | 0           | 0           |
| 1992                 | 0           | 0           |
| 1993                 | 1           | 0           |
| 通算                 | 2           | 0           |

| チェコ代表 | 国際Aマッチ | 国際Aマッチ |
| 年         | 出場        | 得点        |
| ---------- | ----------- | ----------- |
| 1993       | 2           | 2           |
| 1994       | 0           | 0           |
| 1995       | 2           | 0           |
| 1996       | 1           | 0           |
| 1997       | 2           | 0           |
| 1998       | 4           | 0           |
| 通算       | 11          | 2           |

## タイトル
- チェスコスロヴェンスカー・フォトバロヴァー・リガ得点王：1回（1989-90）(20得点)
- ツォルゴン・リーガ得点王：1回（1997-98）(17得点)

## 指導歴
- 2006年 - 2009年  MŠKイスクラ・ペトルジェルカ
- 2009年  FKモルダヴァ・ナド・ヴォドヴォウ
- 2010年 - 2012年  FKインテル・ブラチスラヴァ
- 2012年  FCペトルジャルカ1898
- 2013年 - 2015年  TJ OFCガプチーコヴォ